# Bashkia e Vau i Dejës
Bashkia e Vau i Dejës är en kommun i Albanien.   Den ligger i Shkodër prefektur i norra delen av landet, 80 kilometer norr om huvudstaden Tirana. Bashkia e Vau i Dejës ligger vid sjön Liqeni i Vaut të Dejës.
Trakten runt Bashkia e Vau i Dejës består till största delen av jordbruksmark.  Runt Bashkia e Vau i Dejës är det ganska tätbefolkat, med 96 invånare per kvadratkilometer.